# فيديريكو جيامباولو
فيديريكو جيامباولو (بالإيطالية: Federico Giampaolo)‏ هو لاعب كرة قدم ومدرب رياضي إيطالي في مركز الهجوم، ولد في 3 مارس 1970 في تيرامو في إيطاليا. شارك مع منتخب إيطاليا تحت 21 سنة لكرة القدم. أما مع النوادي، فقد لعب مع كوسينزا كالشيو ونادي أسكولي ونادي باري ونادي باليرمو ونادي بيسكارا ونادي جنوى ونادي ساليرنيتانا ونادي سبيزيا ونادي كروتوني ونادي مودينا وهيلاس فيرونا ويوفنتوس.